# Калинівське (Сватівський район)
Кали́нівське — село в Україні, у Білокуракинській селищній громаді Сватівського району Луганської області.
Площа села 88 га. Село розташовується на лівому березі річки Білої, у її заплаві.

## Історія
Хутір Самойлівка заснований у 1711 році, у 1952 році набув статусу села під новою назвою Калинівське. Власник хутора, поміщик Самійленко поїхав у Вороніж на ярмарок, щоб купити собі коня, але купив верблюда. Після того хутір стали прозивати Африкою, а пана Африканом.
У 1917 році хутір і увесь Старобільський повіт увійшов до складу УНР, а з квітня по листопад 1918 року його було окуповано австрійськими військами, що займались вивозом зерна і худоби.
Під час німецько-радянської війни з липня 1942 року по січень 1943 року в селі була встановлена військова влада німецького вермахту. Село звільнено силами 172 стрілецької дивізії Радянської армії.

## Населення
Населення села становить 32 особи, 14 дворів. За списками поселень Олексіївської волості Старобільського повіту Харківської губернії 1864 року хутір мав 9 дворів, де проживало 12 чоловіків і 10 жінок.

## Вулиці
Назви вулицям в селі не присвоєно.

## Економіка
До революції 1917 року на хуторі діяв спиртовий завод Ковтуна. Був націоналізований після жовтневої революції радою селянських депутатів. Працював шкіряний завод.
1965 року бригада Василя Грінченка досягла врожаїв збору кукурудзи в 60 цнт/га. Село вважалось перспективним, налічувало до 400 мешканців, зводилась вулиця на 50 будинків, але не встигли покласти асфальт на дорогу до центральної садиби колгоспу «Перемога» в Нещеретовому (3 км), покласти водогін й газифікувати село до початку Перебудови, тому молодь село покинула.
За радянських часів в селі до 1959 року діяв колгосп «імені Мічуріна», який пізніше було приєднано до нещеретівського колгоспу «Перемога».
Розпайовані сільськогосподарські угіддя орендує СТОВ Вікторія. До села повернулось декілька родин з Луганська, Стаханова та інших міст і селищ.

## Транспорт
Село розташоване за 19 км від районного центру і за 20 км від залізничної станції Білокуракине на лінії Валуйки — Кіндрашівська-Нова, яка проходить повз село, у селі колишній залізничний роз'їзд Острогляд, перетворений на зупинний пункт. Автомобільне сполучення дорогами без твердого покриття через село Нещеретове.

## Відомі уродженці
- Акімов Михайло Павлович — український зоолог, професор, діяч у галузі охорони природи.
- Грінченко Василь Миколайович — бригадир, нагороджений медаллю «За трудову доблесть», 2 орденами Леніна.